# Gokukoku no Brynhildr
Gokukoku no Brynhildr (極黒のブリュンヒルデ, Gokukoku no Buryunhirude) é um manga japonês escrito e ilustrado por Lynn Okamoto. A serialização teve início na revista semanal de manga seinen, "Weekly Young Jump". A história conta com uma adaptação em anime dirigida pela Arms Corporation, cuja primeira transmissão ocorreu a 6 de abril de 2014.

## Sinopse
Quando ele era criança, Murakami apaixonou-se por uma garota chamada Kuroneko. Ela insistia em dizer que conhecia aliens e que havia se encontrado com eles, mas ninguém acreditava, até o jovem Murakami duvidava. Certo dia, ela decide mostrar-lhe os aliens, mas um acidente acontece e Kuroneko é internada, depois informado de que ela não sobreviveu. Alguns anos depois Murakami está obcecado na busca de provas da existência de aliens por causa de uma promessa que fez a Kuroneko. Certo dia, uma aluna transferida entra na sua turma, que além de se parecer com Kuroneko, também tem um nome parecido, Kuroha Neko. E apesar de ela insistir nunca ter visto Murakami antes, a garota tem poderes sobrenaturais. Como a vida de Murakami mudará agora que ele foi salvo por essa garota misteriosa que diz ser uma maga?

## Mídia

### Manga
A manga Gokukoku no Brynhildr é escrita e ilustrada por Lynn Okamoto. A serialização começou na revista semanal Weekly Young Jump em janeiro de 2012. O primeiro volume tankōbon foi lançado a 18 de maio de 2012; 31 de março de 2016 foi lançado o último volume do mangá.

### Anime
A adaptação para anime foi anunciada oficialmente na primeira edição da Weekly Young Jump em 2014, o que seria a cargo do estúdio Arms Corporation. Mais tarde, foi revelado que a estreia decorreria a 6 de abril de 2014, sendo transmitido pela emissora japonês Tokyo MX, e mais tarde pelas ytv, CTV, BS11 and AT-X.. A série é dirigida por Kenichi Imaizumi (Katekyo Hitman Reborn!), enquanto que o roteiro principal está a cargo de Yukinori Kitajima. O diretor da animação e desenho de personagens é Hiroaki Kurasu enquanto que Nao Tokisawa é o responsável pela trilha sonora.